# 弗利斯冰川
弗利斯冰川（英語：Fleece Glacier）是南極洲的冰川，位於葛拉漢地東部，最終在莫伊德峰以東3公里注入萊帕德冰川，以赫爾曼·梅爾維爾小說《白鯨記》的廚師命名。
65°54′S 63°10′W / 65.900°S 63.167°W